# John Joseph Buerger
John Joseph Buerger (* 19. September 1870 in St. Louis; † 10. November 1951 ebenda) war ein US-amerikanischer Ruderer.

## Karriere
Buerger nahm an den Olympischen Spielen 1904 in St. Louis teil. Hier erreichte er mit seinem Partner John Joachim im Zweier ohne Steuermann den dritten Rang und sicherte sich somit Bronze.